# Proseuque
Un proseuque est une maison de prière, une synagogue dans le monde gréco-romain. Dans le judaïsme de la diaspora hellénistique, il est question de proseuque pour désigner une synagogue.

## Étymologie
Le substantif masculin proseuque est emprunté au latin proseucha (« synagogue »), substantif féminin lui-même emprunté au grec ancien προσευχή / proseukhế « prière », « lieu de prière » et en particulier « synagogue », de προσεύχομαι « adresser une prière », de πρός « vers » et εὔχομαι « adresser une prière, un vœu ». 
Le terme grec proseuchè dérive du verbe proseukhomai, « prier », le substantif désignant la prière dans la Septante et chez Flavius Josèphe, avant de recevoir parfois un sens local : la maison de prière.

## Attestations de proseuques d'après les textes anciens
- Les premières attestations concernent l'Égypte du milieu du IIIe siècle av. J.-C., au temps même de la traduction de la Bible hébraïque en grec. La construction de centres communautaires et de lieux de prière correspondait à un besoin vital pour les communautés juives, à une époque où les Ptolémées favorisaient la restauration des temples (col. 687). Des inscriptions votives expriment le loyalisme des juifs vis-à-vis des autorités. En ce sens, le mot ne se trouve qu'une fois dans le Nouveau Testament : « Arrivant à Philippes, Paul se rend au proseuque, située au bord de la rivière (Ac 16, 13) : c'est là que Lydie sera la première Européenne à se convertir » [3].
- Le proseuque de Mizpa en Palestine au Ier siècle (I Macc., III, Une 46).
- Un proseuque aurait été construit à la même époque à Ptolémaïs d'Égypte (II Macc., VII, 20).
- Philon d'Alexandrie parle ensuite des émeutes contre les Juifs à Alexandrie en Égypte, émeutes durant lesquelles les proseuques furent détruits ou souillés et dans lesquels on mit des statues de Caius, l'empereur romain Caligula[4].